# Walter Calderón
Walter Richard Calderón Carcelén ( Ibarra, Imbabura, Ecuador, 17 de octubre de 1977) es un exfutbolista ecuatoriano. 

## Clubes
| Club             | País    | Año       | Pj  | Goles |
| ---------------- | ------- | --------- | --- | ----- |
| Espoli           | Ecuador | 1997-1999 | 45  | 4     |
| Deportivo Cuenca | Ecuador | 2000-2006 | 228 | 73    |
| El Nacional      | Ecuador | 2007      | 31  | 6     |
| Deportivo Quito  | Ecuador | 2008      | 27  | 7     |
| Liga de Quito    | Ecuador | 2009-2011 | 64  | 16    |
| Liga de Loja     | Ecuador | 2012      | 33  | 8     |
| Deportivo Quito  | Ecuador | 2013-2014 | 66  | 12    |
| Deportivo Cuenca | Ecuador | 2015      | 17  | 0     |
| Imbabura         | Ecuador | 2016      | 15  | 2     |

## Palmarés

### Campeonatos nacionales
| Título                 | Club             | País    | Año  |
| ---------------------- | ---------------- | ------- | ---- |
| Campeonato Ecuatoriano | Deportivo Cuenca | Ecuador | 2004 |
| Campeonato Ecuatoriano | Deportivo Quito  | Ecuador | 2008 |
| Campeonato Ecuatoriano | Liga de Quito    | Ecuador | 2010 |

### Campeonatos internacionales
| Título              | Club          | País    | Año  |
| ------------------- | ------------- | ------- | ---- |
| Copa Sudamericana   | Liga de Quito | Ecuador | 2009 |
| Recopa Sudamericana | Liga de Quito | Ecuador | 2010 |